# Anopheles pseudowillmori
Anopheles pseudowillmori este o specie de țânțari din genul Anopheles, descrisă de Theobald în anul 1910. Conform Catalogue of Life specia Anopheles pseudowillmori nu are subspecii cunoscute.